# Copa Hopman
La Copa Hopman (Hopman Cup) es un torneo internacional de tenis mixto disputado anualmente. Desde su inicio en 1989  hasta el año 2019 se celebraba en Perth (Australia) a comienzos de enero (en ocasiones incluso empezaba a finales de diciembre). A partir del año 2020 este torneo fue descontinuado para dar lugar a la Copa ATP. Se programó su regreso para julio de 2023 en Bari, Italia.

## Formato
A diferencia de otros torneos de tenis por equipos como la Copa Davis y la Fed Cup, en los cuales hombres y mujeres participan por separado, la Copa Hopman es un campeonato donde tenistas masculinos y femeninos forman un equipo. Los jugadores son invitados a participar por la organización, y los entrenadores nacionales no intervienen en la formación del equipo.
Ocho naciones son escogidas anualmente para participar en la competición, y una de ellas es determinada después de las eliminatorias entre varios equipos y antes del comienzo del torneo.
Cada equipo está compuesto por un tenista y una tenista. Cada eliminatoria entre dos equipos incluye:
- Un partido de individuales femenino
- Un partido de individuales masculino
- Un partido de dobles mixto

Cada año, los ocho equipos participantes son repartidos en dos grupos de cuatro y se enfrentan a los otros tres equipos de su grupo. El mejor equipo de cada grupo pasa a una final para coronar al campeón.
En caso de que un jugador se lesionara puede ser sustituido por un compatriota de menor ranking.

## Historia
La Copa Hopman se creó en 1989. El campeonato lleva el nombre de Harry Hopman (1906-1985), un tenista y entrenador australiano que guio al país a 15 títulos de Copa Davis entre 1938 y 1969. Desde el momento en que se creó la Copa Hopman, asistía cada año la viuda de Hopman, su segunda esposa Lucy, quien viajaba al torneo desde su casa en los Estados Unidos hasta su muerte en 2018.
La Copa Hopman 2006 fue el primer torneo de tenis de élite en el que se introdujo el sistema que permite a los jugadores desafiar llamadas de línea de final de punto similares a las de los torneos en tierra batida. Las llamadas cuestionadas se revisan inmediatamente en un monitor grande usando la tecnología ojo de halcón. Hasta 2012 inclusive, el lugar fue el Burswood Dome en el Burswood Entertainment Complex. La vigésima Copa Hopman, en 2008, estaba destinada a ser la última celebrada en el Burswood Dome, sin embargo, esto se extendió hasta 2012, cuando se completó la construcción del Perth Arena. De 2013 a 2019, se jugó en dicho escenario.
De 2014 a 2019, el director del torneo de la Copa Hopman fue Paul Kilderry después de la renuncia de Steve Ayles. Anteriormente, el ex tenista australiano Paul McNamee, quien desempeñó un papel clave en la fundación de los campeonatos, fue el director del torneo.
En 2019, para la 31.ª edición del torneo, una multitud récord de 14.064 fue testigo del partido de la Copa Hopman 2019 entre Estados Unidos y Suiza. Roger Federer y Belinda Bencic ganaron, y Federer se convirtió en el primer jugador en ganar el torneo tres veces. Él y Belinda Bencic se convirtieron en la primera pareja en defender con éxito el título, habiéndolo ganado el año anterior. La Copa Hopman no se celebró en 2020 y fue reemplazada por la Copa ATP de nueva creación. El presidente de la ITF David Haggerty anunció más tarde que el torneo regresaría en 2021. Después de que el torneo no pudiera celebrarse en 2021, anunció que volvería en 2022. En julio de 2021, se anunció que el torneo regresaría y se jugaría en Niza en 2023.Sin embargo, la edición del 2024 fue suspendida debido a su proximidad con los Juegos Olímpicos de París 2024. A partir del 2025, la competencia comenzó a realizarse en Bari.

## Organización
Los encuentros se juegan en una pista dura bajo techo (el Burswood Dome hasta 2012 y el Perth Arena a partir de 2013). El torneo está incluido en el calendario de la Federación Internacional de Tenis. El campeonato recibe una gran cobertura televisiva en Australia y es un importante preámbulo para el Abierto de Australia cada año. El equipo ganador recibe un trofeo consistente en una copa de plata, y los miembros del mismo reciben trofeos con forma de una pelota de tenis con incrustaciones de diamantes.

## Palmarés
| Año        | Campeón         | Resultado    | Subcampeón     | Pareja campeona                          |
| ---------- | --------------- | ------------ | -------------- | ---------------------------------------- |
| 1989       | Checoslovaquia  | 2-0          | Australia      | Miloslav Mecir / Helena Suková           |
| 1990       | España          | 2-1          | Estados Unidos | Emilio Sánchez / Arantxa Sánchez Vicario |
| 1991       | Yugoslavia      | 3-0          | Estados Unidos | Goran Prpić / Monica Seles               |
| 1992       | Suiza           | 2-1          | Checoslovaquia | Jakob Hlasek / Manuela Maleeva           |
| 1993       | Alemania        | 2-0          | España         | Michael Stich / Steffi Graf              |
| 1994       | República Checa | 2-1          | Alemania       | Petr Korda / Jana Novotná                |
| 1995       | Alemania        | 2-0          | Ucrania        | Boris Becker / Anke Huber                |
| 1996       | Croacia         | 2-1          | Suiza          | Goran Ivanišević / Iva Majoli            |
| 1997       | EE. UU.         | 2-1          | Sudáfrica      | Justin Gimelstob / Chanda Rubin          |
| 1998       | Eslovaquia      | 2-1          | Francia        | Karol Kučera / Karina Habšudová          |
| 1999       | Australia       | 2-1          | Suecia         | Mark Philippoussis / Jelena Dokić        |
| 2000       | Sudáfrica       | 3-0          | Tailandia      | Wayne Ferreira / Amanda Coetzer          |
| 2001       | Suiza           | 2-1          | Estados Unidos | Roger Federer / Martina Hingis           |
| 2002       | España          | 2-1          | Estados Unidos | Tommy Robredo / Arantxa Sánchez Vicario  |
| 2003       | EE. UU.         | 3-0          | Australia      | James Blake / Serena Williams            |
| 2004       | EE. UU.         | 2-1          | Eslovaquia     | James Blake / Lindsay Davenport          |
| 2005       | Eslovaquia      | 3-0          | Argentina      | Dominik Hrbaty / Daniela Hantuchová      |
| 2006       | EE. UU.         | 2-1          | Países Bajos   | Taylor Dent / Lisa Raymond               |
| 2007       | Rusia           | 2-0          | España         | Dmitry Tursunov / Nadia Petrova          |
| 2008       | EE. UU.         | 2-1          | Serbia         | Mardy Fish / Serena Williams             |
| 2009       | Eslovaquia      | 2-0          | Rusia          | Dominik Hrbaty / Dominika Cibulková      |
| 2010       | España          | 2-1          | Reino Unido    | Tommy Robredo / María José Martínez      |
| 2011       | EE. UU.         | 2-1          | Bélgica        | John Isner / Bethanie Mattek-Sands       |
| 2012       | República Checa | 2-0          | Francia        | Tomáš Berdych / Petra Kvitová            |
| 2013       | España          | 2-1          | Serbia         | Fernando Verdasco / Anabel Medina        |
| 2014       | Francia         | 2-1          | Polonia        | Jo-Wilfried Tsonga / Alizé Cornet        |
| 2015       | Polonia         | 2-1          | Estados Unidos | Jerzy Janowicz / Agnieszka Radwańska     |
| 2016       | Australia       | 2-0          | Ucrania        | Daria Gavrilova / Nick Kyrgios           |
| 2017       | Francia         | 2-1          | Estados Unidos | Kristina Mladenovic / Richard Gasquet    |
| 2018       | Suiza           | 2-1          | Alemania       | Belinda Bencic / Roger Federer           |
| 2019       | Suiza           | 2-1          | Alemania       | Belinda Bencic / Roger Federer           |
| 2020- 2022 | No celebrado    | No celebrado | No celebrado   | No celebrado                             |
| 2023       | Croacia         | 2-0          | Suiza          | Donna Vekić / Borna Ćorić                |
| 2024       | No celebrado    | No celebrado | No celebrado   | No celebrado                             |
| 2025       | Canadá          | 2-1          | Italia         | Bianca Andreescu / Félix Auger-Aliassime |

## Títulos por país
| País            | Títulos | Subtítulos | Primero | Último |
| --------------- | ------- | ---------- | ------- | ------ |
| Estados Unidos  | 6       | 6          | 1997    | 2011   |
| España          | 4       | 2          | 1990    | 2013   |
| Suiza           | 4       | 2          | 1992    | 2019   |
| Eslovaquia      | 3       | 1          | 1998    | 2009   |
| Australia       | 2       | 2          | 1999    | 2016   |
| Francia         | 2       | 2          | 2014    | 2017   |
| Alemania        | 2       | 3          | 1993    | 1995   |
| República Checa | 2       | 0          | 1994    | 2012   |
| Croacia         | 2       | 0          | 1996    | 2023   |
| Checoslovaquia  | 1       | 1          | 1989    | 1989   |
| Sudáfrica       | 1       | 1          | 2000    | 2000   |
| Rusia           | 1       | 1          | 2007    | 2007   |
| Polonia         | 1       | 1          | 2015    | 2015   |
| Canadá          | 1       | 0          | 2025    | 2025   |
| Yugoslavia      | 1       | 0          | 1991    | 1991   |
| Serbia          | 0       | 2          |         |        |
| Ucrania         | 0       | 2          |         |        |
| Suecia          | 0       | 1          |         |        |
| Tailandia       | 0       | 1          |         |        |
| Argentina       | 0       | 1          |         |        |
| Países Bajos    | 0       | 1          |         |        |
| Reino Unido     | 0       | 1          |         |        |
| Bélgica         | 0       | 1          |         |        |
| Italia          | 0       | 1          |         |        |

## Participaciones en la Copa Hopman

### 1989-2008
| País            | 1989                 | 1990                 | 1991                 | 1992                 | 1993         | 1994         | 1995         | 1996         | 1997         | 1998         | 1999         | 2000         | 2001         | 2002         | 2003         | 2004         | 2005         | 2006         | 2007         | 2008         |
| --------------- | -------------------- | -------------------- | -------------------- | -------------------- | ------------ | ------------ | ------------ | ------------ | ------------ | ------------ | ------------ | ------------ | ------------ | ------------ | ------------ | ------------ | ------------ | ------------ | ------------ | ------------ |
| Alemania        | SF                   | –                    | 1R                   | SF                   | G            | F            | G            | RR           | RR           | RR           | –            | –            | –            | –            | –            | –            | RR           | RR           | –            | –            |
| Argentina       | –                    | –                    | –                    | –                    | –            | –            | 1R           | –            | –            | –            | –            | –            | –            | RR           | –            | –            | F            | RR           | –            | RR           |
| Australia       | F                    | SF                   | CF                   | 1R                   | CF           | SF           | CF           | RR           | RR           | RR           | G            | RR           | RR           | RR           | F            | RR           | RR           | RR           | RR           | RR           |
| Austria         | –                    | CF                   | –                    | –                    | 1R           | SF           | CF           | –            | –            | –            | –            | RR           | –            | –            | –            | –            | –            | –            | –            | –            |
| Bélgica         | –                    | –                    | –                    | –                    | –            | –            | –            | –            | –            | –            | –            | RR           | RR           | RR           | RR           | RR           | –            | –            | –            | –            |
| Canadá          | –                    | –                    | –                    | –                    | –            | –            | –            | –            | –            | –            | –            | –            | –            | –            | –            | LQ           | –            | –            | –            | –            |
| China           | –                    | –                    | –                    | –                    | –            | –            | –            | –            | –            | –            | –            | –            | –            | –            | –            | –            | –            | LQ           | –            | –            |
| China Taipéi    | –                    | –                    | –                    | –                    | –            | –            | –            | –            | –            | –            | –            | –            | –            | –            | –            | –            | –            | –            | –            | RR           |
| CIS             | –                    | –                    | –                    | CF                   | ya no existe | ya no existe | ya no existe | ya no existe | ya no existe | ya no existe | ya no existe | ya no existe | ya no existe | ya no existe | ya no existe | ya no existe | ya no existe | ya no existe | ya no existe | ya no existe |
| Croacia         | Como Yugoslavia      | Como Yugoslavia      | Como Yugoslavia      | Como Yugoslavia      | –            | –            | –            | G            | RR           | –            | –            | –            | –            | –            | –            | –            | –            | –            | RR           | –            |
| Checoslovaquia  | G                    | SF                   | CF                   | F                    | ya no existe | ya no existe | ya no existe | ya no existe | ya no existe | ya no existe | ya no existe | ya no existe | ya no existe | ya no existe | ya no existe | ya no existe | ya no existe | ya no existe | ya no existe | ya no existe |
| Dinamarca       | –                    | –                    | –                    | –                    | –            | –            | –            | –            | –            | –            | –            | –            | –            | –            | –            | –            | –            | –            | –            | –            |
| Eslovaquia      | Como Checoslovaquia  | Como Checoslovaquia  | Como Checoslovaquia  | Como Checoslovaquia  | –            | –            | –            | –            | –            | G            | RR           | RR           | RR           | –            | RR           | F            | G            | –            | –            | –            |
| España          | –                    | G                    | CF                   | SF                   | F            | CF           | CF           | –            | –            | RR           | RR           | –            | –            | G            | RR           | –            | –            | –            | –            | –            |
| EE. UU.         | –                    | F                    | F                    | CF                   | CF           | CF           | CF           | RR           | G            | RR           | RR           | RR           | F            | F            | G            | G            | RR           | G            | RR           | G            |
| Francia         | 1R                   | CF                   | SF                   | CF                   | SF           | CF           | SF           | RR           | RR           | F            | RR           | –            | –            | RR           | –            | RR           | –            | –            | RR           | RR           |
| Grecia          | –                    | –                    | –                    | –                    | –            | –            | –            | –            | –            | –            | –            | –            | –            | LQ           | –            | –            | –            | –            | –            | –            |
| Hungría         | –                    | –                    | –                    | –                    | –            | –            | –            | –            | –            | –            | –            | –            | –            | –            | –            | RR           | –            | –            | –            | –            |
| India           | –                    | –                    | –                    | –                    | –            | –            | –            | –            | –            | –            | –            | –            | –            | –            | –            | –            | –            | –            | RR           | RR           |
| Israel          | –                    | –                    | –                    | –                    | 1R           | –            | –            | –            | –            | –            | –            | –            | –            | –            | –            | –            | –            | –            | –            | –            |
| Italia          | –                    | CF                   | 1R                   | –                    | –            | –            | –            | –            | –            | –            | –            | –            | –            | RR           | RR           | –            | RR           | –            | –            | –            |
| Japón           | 1R                   | –                    | –                    | 1R                   | 1R           | –            | –            | –            | –            | –            | LQ           | LQ           | –            | –            | –            | –            | –            | –            | –            | –            |
| Kazajistán      | Como Unión Soviética | Como Unión Soviética | Como Unión Soviética | Como Unión Soviética | –            | –            | –            | –            | –            | –            | –            | –            | –            | –            | –            | –            | –            | –            | –            | –            |
| Nueva Zelanda   | –                    | 1R                   | –                    | –                    | –            | –            | –            | –            | –            | –            | –            | –            | –            | –            | –            | –            | –            | –            | –            | –            |
| Países Bajos    | –                    | 1R                   | 1R                   | CF                   | –            | 1R           | 1R           | 1R           | –            | –            | –            | –            | –            | –            | –            | –            | RR           | F            | –            | –            |
| Paraguay        | –                    | –                    | –                    | –                    | –            | –            | –            | –            | –            | –            | –            | –            | –            | –            | LQ           | –            | –            | –            | –            | –            |
| Reino Unido     | 1R                   | –                    | 1R                   | 1R                   | –            | –            | –            | –            | –            | –            | –            | –            | –            | –            | –            | –            | –            | –            | –            | –            |
| R. Checa        | Como Checoslovaquia  | Como Checoslovaquia  | Como Checoslovaquia  | Como Checoslovaquia  | SF           | G            | SF           | –            | –            | –            | –            | –            | –            | –            | RR           | RR           | –            | –            | RR           | RR           |
| Rumania         | –                    | –                    | –                    | –                    | –            | –            | –            | –            | RR           | LQ           | –            | –            | –            | –            | –            | –            | –            | –            | –            | –            |
| Rusia           | Como Unión Soviética | Como Unión Soviética | Como Unión Soviética | –                    | –            | –            | –            | –            | –            | –            | –            | –            | RR           | –            | –            | RR           | RR           | RR           | G            | –            |
| Serbia          | Como Yugoslavia      | Como Yugoslavia      | Como Yugoslavia      | –                    | –            | –            | –            | –            | –            | –            | –            | –            | –            | –            | –            | –            | –            | –            | –            | F            |
| Serbia y Mon.   | Como Yugoslavia      | Como Yugoslavia      | Como Yugoslavia      | –                    | –            | –            | –            | –            | –            | –            | –            | –            | –            | –            | –            | –            | –            | RR           | –            | –            |
| Sudáfrica       | –                    | –                    | –                    | –                    | 1R           | 1R           | 1R           | RR           | F            | RR           | RR           | G            | RR           | –            | –            | –            | –            | –            | –            | –            |
| Suecia          | SF                   | 1R                   | –                    | 1R                   | –            | 1R           | 1R           | –            | –            | RR           | F            | RR           | –            | –            | –            | –            | –            | RR           | –            | –            |
| Suiza           | –                    | –                    | SF                   | G                    | CF           | CF           | –            | F            | RR           | –            | RR           | –            | G            | RR           | –            | –            | –            | –            | –            | –            |
| Tailandia       | –                    | –                    | –                    | –                    | –            | –            | –            | –            | –            | –            | –            | F            | RR           | –            | –            | –            | –            | –            | –            | –            |
| Ucrania         | Como Unión Soviética | Como Unión Soviética | Como Unión Soviética | –                    | CF           | 1R           | F            | –            | –            | –            | –            | –            | –            | –            | –            | –            | –            | –            | –            | –            |
| Unión Soviética | –                    | CF                   | CF                   | ya no existe         | ya no existe | ya no existe | ya no existe | ya no existe | ya no existe | ya no existe | ya no existe | ya no existe | ya no existe | ya no existe | ya no existe | ya no existe | ya no existe | ya no existe | ya no existe | ya no existe |
| Uzbekistán      | Como Unión Soviética | Como Unión Soviética | Como Unión Soviética | –                    | –            | –            | –            | –            | –            | –            | –            | –            | –            | –            | RR           | –            | –            | –            | –            | –            |
| Yugoslavia      | 1R                   | 1R                   | G                    | ya no existe         | ya no existe | ya no existe | ya no existe | ya no existe | ya no existe | ya no existe | ya no existe | ya no existe | ya no existe | ya no existe | ya no existe | ya no existe | ya no existe | ya no existe | ya no existe | ya no existe |
| Zimbabue        | –                    | –                    | –                    | –                    | –            | –            | –            | –            | –            | –            | LQ           | –            | –            | –            | –            | –            | LQ           | –            | –            | –            |

### 2009-2018
| País         | 2009 | 2010 | 2011 | 2012 | 2013 | 2014 | 2015 | 2016 | 2017 | 2018 |
| ------------ | ---- | ---- | ---- | ---- | ---- | ---- | ---- | ---- | ---- | ---- |
| Alemania     | RR   | RR   | –    | –    | RR   | –    | –    | RR   | RR   | F    |
| Australia    | RR   | RR   | RR   | RR   | RR   | RR   | RR   | G    | RR   | RR   |
| Bélgica      | –    | –    | F    | –    | –    | –    | –    | –    | –    | RR   |
| Bulgaria     | –    | –    | –    | RR   | –    | –    | –    | –    | –    | –    |
| Canadá       | –    | –    | –    | –    | –    | RR   | RR   | –    | –    | RR   |
| China        | –    | –    | –    | RR   | –    | –    | –    | –    | –    | –    |
| China Taipéi | RR   | –    | –    | –    | –    | –    | –    | –    | –    | –    |
| Dinamarca    | –    | –    | –    | RR   | –    | –    | –    | –    | –    | –    |
| Eslovaquia   | G    | –    | –    | –    | –    | –    | –    | –    | –    | –    |
| España       | –    | G    | –    | RR   | G    | RR   | –    | –    | RR   | –    |
| EE. UU.      | RR   | RR   | G    | RR   | RR   | RR   | F    | RR   | F    | RR   |
| Francia      | RR   | –    | RR   | F    | RR   | G    | RR   | RR   | G    | –    |
| Italia       | RR   | –    | RR   | –    | RR   | RR   | RR   | –    | –    | –    |
| Japón        | –    | –    | –    | –    | –    | –    | –    | –    | –    | RR   |
| Kazajistán   | –    | RR   | RR   | –    | –    | –    | –    | –    | –    | –    |
| Polonia      | –    | –    | –    | –    | –    | F    | G    | –    | –    | –    |
| Reino Unido  | –    | F    | RR   | –    | –    | –    | RR   | RR   | RR   | –    |
| R. Checa     | –    | –    | –    | G    | –    | RR   | RR   | RR   | RR   | –    |
| Rumania      | –    | RR   | –    | –    | –    | –    | –    | –    | –    | –    |
| Rusia        | F    | RR   | –    | –    | –    | –    | –    | –    | –    | RR   |
| Serbia       | –    | –    | RR   | –    | F    | –    | –    | –    | –    | –    |
| Sudáfrica    | –    | –    | –    | –    | RR   | –    | –    | –    | –    | –    |
| Suiza        | –    | –    | –    | –    | –    | –    | –    | –    | RR   | G    |
| Tailandia    | –    | –    | –    | –    | –    | –    | –    | –    | –    | –    |
| Ucrania      | –    | –    | –    | –    | –    | –    | –    | F    | –    | –    |